# Enfrontaments a l'Alt Karabakh d'abril de 2016
Els enfrontaments a l'Alt Karabakh d'abril de 2016, coneguts també com la Guerra de quatre dies (en armeni:Քառօրյա պատերազմ, K'ařorya paterazm, IPA: [k'arorja paterazm]; en àzeri:Dördgünlük müharibə), han estat alguns dels enfrontaments que van tenir lloc entre els dies 1 i 5 d'abril de 2016 entre l'Exèrcit de Defensa de l'Alt Karabakh i les Forces Armades Armènies, d'una banda, i les Forces Armades Azerbaidjaneses, de l'altra, a la frontera de la regió de l'Alt Karabakh, on l'exèrcit de l'Azerbaidjan va provar de guanyar territori en detriment de la República d'Artsakh.
El mateix dia 2 d'abril, el ministre de Defensa azerbaidjanès va anunciar l'aturada unilateral dels enfrontaments, tot i que, segons l'Exèrcit de Defensa d'Artsakh, els atacs van continuar. Segons les declaracions oficials dels bàndols enfrontats, 32 soldats armenis i entre 31 i 37 soldats azerbaidjanesos van morir durant els combats, a més de destruir-se diverses peces d'equipament militar dels dos bàndols. El 3 d'abril l'Oficina de les Nacions Unides per a la Coordinació d'Assumptes Humanitaris també va confirmar la mort de 3 civils. El 5 d'abril es va acordar un alto el foc entre les dues faccions, efectiu a partir de les 12:00 hora local. Segons el General Major armeni Arkady Ter-Tadevosyan, l'Azerbaidjan havia aconseguit tots els seus objectius inicials, reconeixent el terreny i provant la força de la seva pròpia maquinària bèl·lica.

## Antecedents
La República d'Artsakh (o d'Alt Karabakh) té, de facto, independència de l'Azerbaidjan, però el territori és considerat, a nivell internacional, com una part integrant d'aquest país. Després d'acabada la Guerra d'Alt Karabakh, hi ha vigent un alto el foc establert per mitjà del Protocol de Bixkek de 1994. Des d'aleshores, Azerbaidjan i Armènia han denunciat uns 7.000 trencaments d'aquest alto el foc en aquests anys. The 2016 clashes became the heaviest breach of the 1994 ceasefire.
En el transcurs de la guerra de l'Alt Karabakh, els territoris que constituïen l'antiga óblast autònoma de Nagorno-Karabakh i set regions adjacents més, on predominava la població armènia (algunes d'elles només en part), va quedar sota control d'aquesta població armènia majoritària, amb el suport de l'estat armeni. Al voltant de 430.000 armenis de l'Azerbaidjan es van convertir en refugiats, a causa d'aquest conflicte bèl·lic. La guerra també va obligar a 600.000 azerbaidjanesos a marxar de casa seva. Azerbaidjan al·lega que la Resolució 62/243 de l'Assemblea General de Nacions Unides declara el "respecte continuat i suport per la sobirania i integritat territorial" de l'Azerbaidjan "dins de les seves fronteres reconegudes internacionalment", exigint l'"immediata, completa i incondicional retirada de totes les forces armènies de tot el territori ocupat" de l'Azerbaidjan, emfatitzant que "cap estat hauria d'ajudar o assistir" en el manteniment de l'ocupació de territoris de l'Azerbaidjan. En aquest sentit, el país àzeri ha anunciat, repetidament, els seus plans per recuperar la regió, a través de mitjans militars, en cas que les negociacions pacífiques no arribessin a bon port. Els armenis, en canvi, es basen en el principi d'auto-determinació, part constitutiva dels Principis de Madrid, segons el qual els dos bàndols van acordar negociar, així com en el fet que l'Óblast Autònom de Nagorno-Karabakh i la regió adjacent de Shahumian van celebrar un referèndum d'independència el 1991, abans, fins i tot, que l'Azerbaidjan se separés de l'URSS, motiu pel qual mai hauria format part del propi Azerbaidjan.

## Enfrontaments
Cada un dels bàndols culpa l'altre de l'inici dels enfrontaments d'abril de 2016. Segons fonts armènies, a les acaballes del dia 1 i a principis del dia 2 d'abril, les forces azerbaidjaneses van iniciar un atac a gran escala, atacant la línia de contacte entre ells i l'Alt Karabakh. Aquell mateix dia 2, un noi de 12 anys va morir a conseqüència de l'impacte d'un missil d'artilleria, disparat des d'un BM-21, a la frontera entre les dues regions, prop de Martuni. Dos nens més també van resultar ferits. Segons fonts de l'Azerbaidjan, el 2 d'abril les posicions azerbaidjaneses, així com d'altres enclavaments deshabitats, prop de la línia del front, es van trobar sota el foc provinent de l'exèrcit armeni, matant i ferint diversos civils. En resposta, les forces armades azerbaidjaneses van llançar un seguit de contraatacs al voltant d'Aghdara, Tartar, Agdam, Khojavend i Fuzuli. També van afegir que la línia del front es va veure, per sorpresa, sota foc de morter i de llançagranades de gran calibre, abans que l'exèrcit azerbaidjanès es va veure forçat a prendre mesures urgents de resposta. Segons el ministre de Defensa azerbaidjanès, en el transcurs d'un ràpid contraatac, la línia de defensa armènia es va trencar per diversos punts, aconseguint-se ocupar alguns punts estratègics i recuperant alguns enclavaments deshabitats (incloent l'important i estratègic turó de Lala Tepe). El bàndol azerbaidjanès va assegurar que havia capturat algunes àrees importants, com ara els turons propers a la vil·la de Talysh, així com el poble de Seysulan. 14.400 persones, habitants dels pobles de la regió, es van veure afectats per aquests enfrontaments, tot i que no es va publicar que s'hagués produït cap mena de desplaçament intern o necessitat d'ajuda humanitària. Entre els soldats que van perdre la vida en aquests primers moments s'hi troba el sargent armeni Robert Abadjian, que per les seves accions la nit de l'1 al 2 d'abril va ser condecorat, de manera pòstuma, amb el títol d'Heroi d'Artsakh.
El portaveu del Ministeri de Defensa armeni, Artsrun Hovhannisyan, va acusar l'Azerbaidjan de "llançar una ofensiva terrestre coordinada no provocada contra les forces armènies", afegint que l'exèrcit azerbaidjanès havia utilitzat avions de combat, tancs i artilleria per intentar aïllar, per carretera, la regió de l'Alt Karabakh. En el transcurs del primer dia de combats, les forces armènies van assegurar haver destruït, com a mínim, tres tancs enemics, dos helicòpters militars (inclòs un Mil Mi-8 armat) i dos drones, fotografies i vídeos dels quals van ser publicades a internet. Les posicions frontereres armènies van ser reforçades, traslladant al front artilleria pesant, mentre que a la capital de l'Alt Karabakh, Stepanakert, es va cridar a files als reservistes.
El 3 d'abril, les autoritats militars armènies van anunciar que les forces de la República d'Artsakh havien recuperat posicions al voltant de Talysh, informació que el ministre de Defensa de l'Azerbaidjan va dir que era falsa. El 6 d'abril, unes imatges publicades pel canal de televisió armeni First Channel mostraven uns periodistes armenis i tripes de la RNK passejant lliurement pels carrers de Talysh i Madagiz.
Aquell mateix dia 3, el ministre de Defensa azerbaidjanès va anunciar la fi unilateral de les hostilitats. El seu homòleg armeni, no obstant, va desmentir aquesta declaració ràpidament, anunciant que havien seguit atacant les posicions de la RNK. El ministre àzeri va avisar que, en cas que els armenis seguissin atacant, l'Azerbaidjan prosseguiria amb la seva ofensiva.
El 4 d'abril es va publicar que el centre de comandament i control armeni havia estat destruït, apareixent un vídeo de l'atac. El ministre de Defensa àzeri va respondre que, juntament amb altres membres del personal militar armeni, en l'atac hi havien mort dos oficials d'altra graduació d'Armènia. El mateix dia, el ministra de Defensa armeni va anunciar que un dron àzeri, identificat com un IAI Harop d'origen israelià, havia atacat un autobús que traslladava voluntaris armenis cap a la ciutat de Martakert, llanant-se contre el vehicle, i matant cinc dels seus passatgers. Al vespre del 3 d'abril, el ministre de Defensa àzeri va anunciar que l'Azerbaidjan havia ocupar el poble de Madagiz, anunci que funcionaris armenis va negar. Més tard, el ministre de Defensa Zakir Hasanov va advertir que, en cas que el bombardeig d'enclavaments àzeris per part de les forces armènies no acabava, l'Azerbaidjan podria considerar l'inici d'un atac d'artilleria contra Stepanakert.
El 5 d'abril, el ministre de Defensa àzeri va anunciar que l'acrod mutu d'alto el foc estava essent trencat per les forces armènies, que estaven bombardejant les posicions àzeris prop de Tap Qaraqoyunlu amb morters dels calibres 60, 82 i 120 mm.
En el transcurs d'aquests enfrontaments, el foc de morter va impactar contra un poble de la província iraniana d'Azerbaidjan Oriental, però no hi va causar cap baixa ni va destruir mobiliari.